# North American Nations Cup 1990
North American Nations Cup 1990 var den tredje säsongen av det nordamerikanska mästerskapet, tidigare NAFC Championship. Tre nationer deltog, värdnationen Kanada, Mexiko och USA, USA sände ett B-lag, då A-laget spelade internationella vänskapsmatcher mot Malta och Polen som en uppladdning för VM. NAFC höll liknande tävlingar 1947 och 1949, trots att Kanada var en av grundarna av North American Football Confederation, deltog man inte i dessa.

## Tabell
| Nr | Lag    | S | V | O | F | GM | IM | MS | P |
| -- | ------ | - | - | - | - | -- | -- | -- | - |
| 1  | Kanada | 2 | 2 | 0 | 0 | 3  | 1  | +2 | 4 |
| 2  | Mexiko | 2 | 1 | 0 | 1 | 2  | 2  | 0  | 2 |
| 3  | USA B  | 2 | 0 | 0 | 2 | 0  | 2  | −2 | 0 |

## Matcher
| 1          | 6 maj 1990 | Kanada           | 1 – 0           | USA B | Swangard Stadium                                                       |                                                                        |
| 13:30 UTC− | 13:30 UTC− | John Catliff 34′ | (1 – 0) Rapport |       | Burnaby, British Columbia Publik: 4 112 Domare: Arturo Brizio (Mexiko) | Burnaby, British Columbia Publik: 4 112 Domare: Arturo Brizio (Mexiko) |
| 13:30 UTC− | 13:30 UTC− |                  |                 |       | Burnaby, British Columbia Publik: 4 112 Domare: Arturo Brizio (Mexiko) | Burnaby, British Columbia Publik: 4 112 Domare: Arturo Brizio (Mexiko) |
| 13:30 UTC− | 13:30 UTC− |                  |                 |       | Burnaby, British Columbia Publik: 4 112 Domare: Arturo Brizio (Mexiko) | Burnaby, British Columbia Publik: 4 112 Domare: Arturo Brizio (Mexiko) |

| 2          | 10 maj 1990 | Mexiko          | 1 – 0           | USA B | Swangard Stadium                                                      |                                                                       |
| 20:30 UTC− | 20:30 UTC−  | Luis Flores 20′ | (1 – 0) Rapport |       | Burnaby, British Columbia Publik: 2 542 Domare: Robert Allen (Kanada) | Burnaby, British Columbia Publik: 2 542 Domare: Robert Allen (Kanada) |
| 20:30 UTC− | 20:30 UTC−  |                 |                 |       | Burnaby, British Columbia Publik: 2 542 Domare: Robert Allen (Kanada) | Burnaby, British Columbia Publik: 2 542 Domare: Robert Allen (Kanada) |
| 20:30 UTC− | 20:30 UTC−  |                 |                 |       | Burnaby, British Columbia Publik: 2 542 Domare: Robert Allen (Kanada) | Burnaby, British Columbia Publik: 2 542 Domare: Robert Allen (Kanada) |

| 3          | 6 maj 1990 | Kanada                | 2 – 1           | Mexiko                 | Swangard Stadium                                                         |                                                                          |
| 13:30 UTC− | 13:30 UTC− | John Catliff 15′, 87′ | (1 – 0) Rapport | 65′ (str.) Luis Flores | Burnaby, British Columbia Publik: 4 782 Domare: Edward Cummings (Kanada) | Burnaby, British Columbia Publik: 4 782 Domare: Edward Cummings (Kanada) |
| 13:30 UTC− | 13:30 UTC− |                       |                 |                        | Burnaby, British Columbia Publik: 4 782 Domare: Edward Cummings (Kanada) | Burnaby, British Columbia Publik: 4 782 Domare: Edward Cummings (Kanada) |
| 13:30 UTC− | 13:30 UTC− |                       |                 |                        | Burnaby, British Columbia Publik: 4 782 Domare: Edward Cummings (Kanada) | Burnaby, British Columbia Publik: 4 782 Domare: Edward Cummings (Kanada) |